# 奥戸総合スポーツセンター陸上競技場
奥戸総合スポーツセンター陸上競技場（おくどそうごうスポーツセンターりくじょうきょうぎじょう）は、東京都葛飾区にある陸上競技場で、奥戸総合スポーツセンター内に立地している。

## 沿革
- 1985年（昭和60年） - 陸上競技場として開場する[1]。
- 2018年（平成30年） - 奥戸総合スポーツセンター陸上競技場がリニューアル[2][3]。
- 2023年（令和5年） - 奥戸総合スポーツセンター陸上競技場改修工事[4]。

## 施設概要
- 収容人員 1,000人[5][6]
- 中央に人工芝フィールド（105m×68m、サッカー等）
- トラック 1周400m、8コース直線85m（直走路8コース115m）全天候型走路
- 走り幅跳び・三段跳び 助走路60m、幅4.02m 全天候舗装
- その他：走り高跳び（全天候舗装）、棒高跳び（助走路45m、幅1.22m 全天候舗装）、砲丸投げ（落下域グリーンストーン舗装）

## アクセス
- 京成線青砥駅から徒歩25分
- 総武本線新小岩駅から徒歩30分

## 周辺のスポーツ施設
- 奥戸総合スポーツセンター
- 奥戸総合スポーツセンター野球場
- 水元総合スポーツセンター
- 水元総合スポーツセンター多目的広場